# 2022年世界水泳選手権タジキスタン選手団
2022年世界水泳選手権タジキスタン選手団は、2022年6月18日から7月3日までハンガリーのブダペストで開催された第19回世界水泳選手権のタジキスタン選手団、およびその競技結果。

## 選手団
- 人員: 選手 2人

## 選手名簿・結果
| 選手                       | 種目              | 予選      | 予選 | 準決勝   | 準決勝   | 決勝     | 決勝     |
| 選手                       | 種目              | 結果      | 順位 | 結果     | 順位     | 結果     | 順位     |
| -------------------------- | ----------------- | --------- | ---- | -------- | -------- | -------- | -------- |
| ファフリディン・マドカモフ | 男子50m自由形     | 26秒11    | 77位 | 予選敗退 | 予選敗退 | 予選敗退 | 予選敗退 |
| ファフリディン・マドカモフ | 男子50mバタフライ | 27秒24    | 61位 | 予選敗退 | 予選敗退 | 予選敗退 | 予選敗退 |
| エカテリーナ・ボルダチョワ | 女子50m自由形     | 29秒10    | 66位 | 予選敗退 | 予選敗退 | 予選敗退 | 予選敗退 |
| エカテリーナ・ボルダチョワ | 女子100m自由形    | 1分05秒38 | 56位 | 予選敗退 | 予選敗退 | 予選敗退 | 予選敗退 |